# Pelanserin
Pelanserin (TR2515) je antagonist 5-HT2 i α1-adrenergičkog receptora.

## Sinteza
Reakcija između izatoičkog anhidrida (1) i 1-(3-aminopropil)-4-fenilpiperazina [20529-19-5] (2) sa fosgenom kompletira sintezu pelanserina (3).